# 이미옥 (배우)
이미옥(1971년 ~ )은 대한민국의 뮤지컬배우이다. 단국대학교 뮤지컬학과에서 뮤지컬학으로 학사 학위를 받았다.  이미옥은 2002년 가수 윤도현과 결혼해 슬하에 1녀를 두었다. 딸 윤이정의 수준급 노래 실력이 화제가 되기도 했다.

## 학력
- 단국대학교 뮤지컬학과 뮤지컬학 (학사)

## 뮤지컬
- 2004년  뮤지컬 블루사이공
- 1995년  뮤지컬 개똥이
- 1994년  뮤지컬 지하철 1호선

## 해프닝

### 윤도현 키스논란에 대한 해명
2008년 6월 20일 '윤도현의 러브레터'에서 초대손님으로 출연한 자우림의 김윤아와 자식과 관련된 이야기를 나누던 중 윤도현은 딸과 키스를 하다 혀를 넣어 아내에게 혼나기도 한다고 말했는데 방송 이후, 러브레터 시청자 게시판은 윤도현의 스킨십에 대한 논란이 벌어졌다. 논란이 커지자, 윤도현의 부인 이미옥은 시청자 게시판에 장문의 글을 올렸다. 남편 윤도현은 팔불출이라고 할 정도로 딸을 좋아하고, 사랑하는 사람이라며, 그런 도현씨가 큰 상처를 받은 것 같다며 안타까운 마음을 전했다. 이미옥은 글에서 "오해하지 말아 달라"며 "내가 언제나 함께 하는 부녀의 모습은 너무나 사랑스럽고 서로를 누구보다도 사랑하는 아빠와 딸의 모습"이라고 설명했다.
 표현상의 문제가 잘못 확대 해석된 것으로 보인다.